# هنر پیشاتاریخ

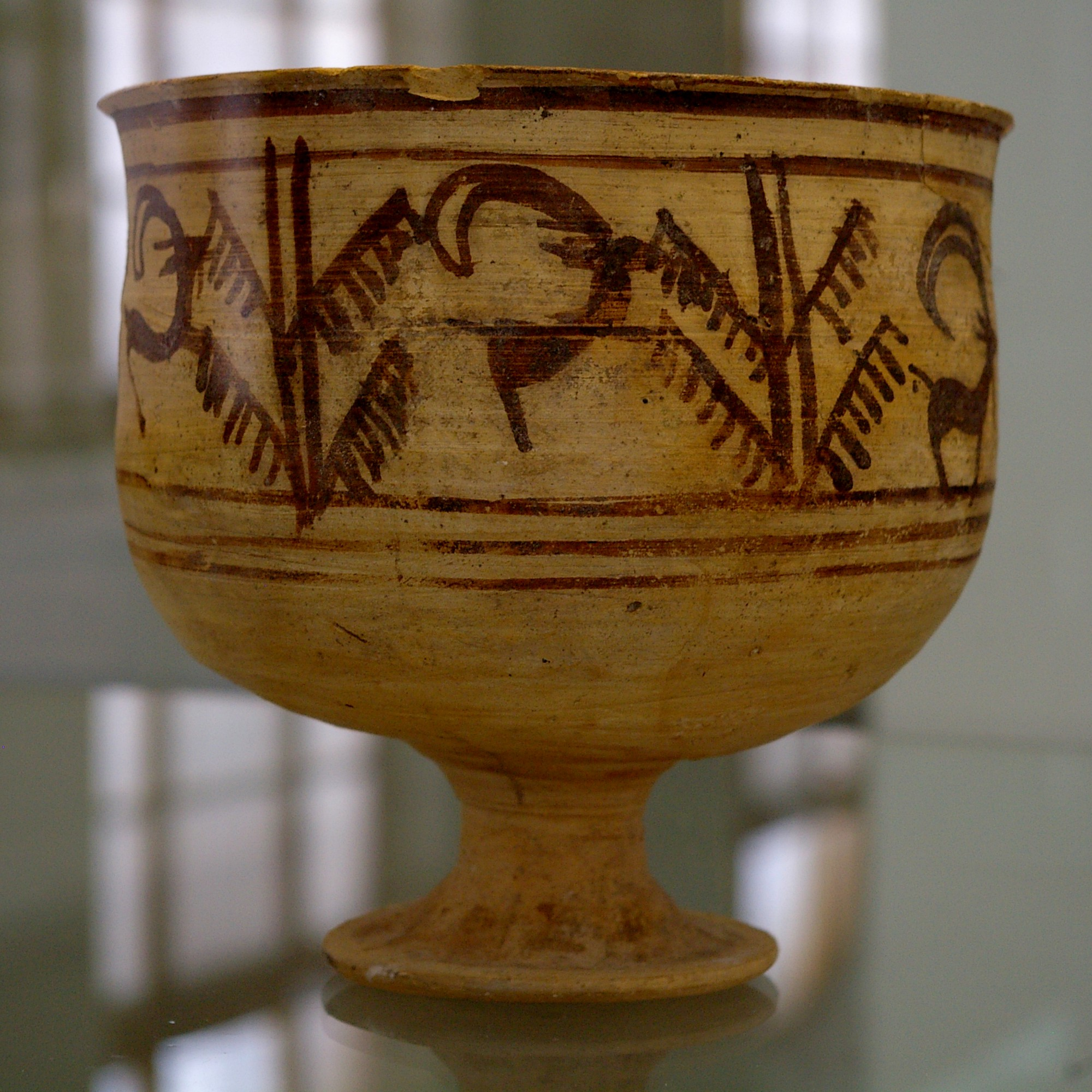
ظرف سفالین که نشان دهند مراحل مختلف جهش بز به سمت گیاه است. این اثر به عنوان یکی از قدیمیترین نمونه‌های انیمیشن معرفی شده است.

آثار و جلوه‌های هنری در ایران به دوره نوسنگی در حدود هزاره هشتم پیش از میلاد باز می‌گردد. نمونه‌هایی از قدیمی‌ترین آثار به جای مانده از این دوران را می‌توان در مکانهای نوسنگی خصوصاً در غرب زاگرس یافت. شکل و آذین‌بندی سفالینه‌ها در مناطق گوناگون فلات ایران با یکدیگر متفاوت هستند ولی بیشتر دارای ویژگی نحوه ساخت مواد و خصایص مشترکی هستند. در دوره معروف به دوره مس و سنگ، مشخص‌ترین نوع سفالگری به رنگ‌های قرمز و نخودی نقش دار شده‌است و به رنگ سیاه و الگوهای هندسی و بیشتر به روش هاشورزنی دیده می‌شوند.
استفاده از چرخ سفالگری و ساخت سفالینه‌های کاملاً متقارن به حدود هزاره چهارم پیش از میلاد در نواحی تپه سیلک، تپه حصار، تل باکون، شوش و غیره می‌باشند. بر اساس یافته‌های شهر سوخته در حدود هزاره سوم پیش از میلاد چنین به نظر می‌رسد که مهمترین مرکز صنعت ساخت مفرغ در نواحی شرق ایران بوده‌است.

در بررسی تاریخ هنر، هنر ماقبل تاریخ هنری‌است که در دوران ماقبل تاریخ و قبل از اختراع خط، و در میان انسان‌های بدوی و بدون تمدن در دوران آغازین تاریخ زمین‌شناسی خلق شده‌است. موجودیت این دوران می‌تواند تا زمان اختراع خط ادامه داشته باشد.

## هزاره هشتم پیش از میلاد

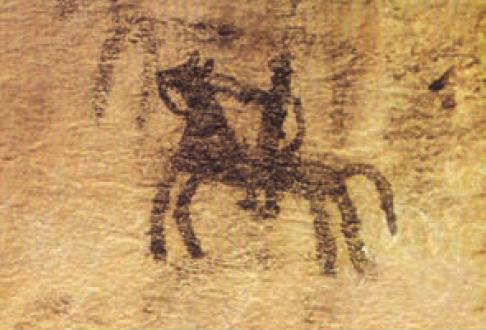
دیوارنگاری غار دوشه، خرم‌آباد لرستان، حدود هزاره هشتم پیش از میلاد

آثار و جلوه‌های هنری در ایران به دوره نوسنگی در حدود هزاره هشتم پیش از میلاد باز می‌گردد. نمونه‌هایی از قدیمی‌ترین آثار به جای مانده از این دوران را می‌توان در روستاهای اولیه‌ای چون تپه سراب، تپه گنج دره، تپه گوران و علی کش یافت. این جلوه‌های نخستین هنر شامل پیکرکهای گلی انسان و حیوانات است که احتمالاً به منظورهای آیینی ساخته شده‌اند. ادامه این تحول فرهنگی و هنری را می‌توان در دیگر مناطق کوه‌های زاگرس نیز پیدا کرد. نخستین مثال سفال‌گری که شاید قبل از هزاره هشتم پیش از میلاد نیز وجود داشته‌است را می‌توان در این نواحی دید. این سفالینه‌ها همگی دست‌ساز هستند که پس از مدت زمانی خاص، به شکل نقش‌دار در آمدند.

## عصر مس، هزاره چهارم و پنجم پیش از میلاد
شکل و آذین‌بندی سفالینه‌ها در مناطق گوناگون فلات ایران با یکدیگر متفاوت هستند ولی بیشتر دارای ویژگی نحوه ساخت مواد و خصایص مشترکی هستند. در دوره معروف به دوره مس و سنگ، مشخص‌ترین نوع سفالگری به رنگ‌های قرمز و نخودی نقش دار شده‌است و به رنگ سیاه و الگوهای هندسی و بیشتر به روش هاشورزنی دیده می‌شوند.از این رو به نظر می‌رسد پیشینه سفالگری نقش دار در ایران به حدود هزاره پنجم قبل از میلاد باز گردد. این روش با استفاده از طرح‌ها و نقش‌های جانوری و هندسی ساخته شده‌اند.

## هزاره چهارم پیش از میلاد

استفاده از چرخ سفالگری و ساخت سفالینه‌های کاملاً متقارن به حدود هزاره چهارم پیش از میلاد در نواحی تپه سیلک، تپه حصار، تل باکون، شوش و غیره می‌باشند. این اشیاء شامل کاسه، ظروف دهان گشاد، جام و پیاله‌های پایه‌داری هستند که معمولاً به رنگ کرم یا زرد نخودی است که با رنگ سیاه یا قهوه‌ای تیره و نقش‌های هندسی و جانوری و ترکیبی نقش و نگار داده شده‌اند.
با اکتشاف مناطقی در دشت لوت از جمله تپه یحیی، جیرفت و شهداد در نزدیکی کرمان، دستاوردهای مهمی از تمدن‌های دیگر در حدود هزاره چهارم پیش از میلاد به دست آمده‌است. آثار مهم ساخته شده در این مناطق را بیشتر نمونه‌های سنگی در بر گرفته که به نواحی دیگر باستانی صادر می‌شده‌است. این مسیر صادراتی بیشتر از طریق شوش به بین‌النهرین (میان رودان) بوده‌است.

## هزاره سوم پیش از میلاد

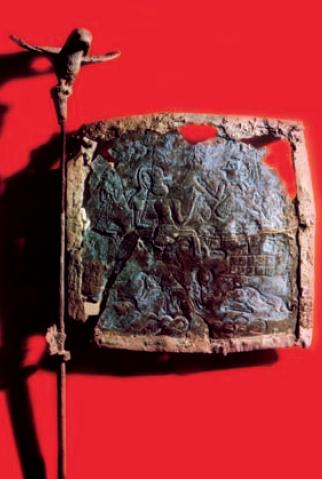
پرچم برنزی کشف شده در منطقه شهداد نزدیک کرمان، ایران، هزاره سوم پیش از میلاد

بر اساس یافته‌های شهر سوخته در حدود هزاره سوم پیش از میلاد چنین به نظر می‌رسد که مهمترین مرکز صنعت ساخت مفرغ در نواحی شرق ایران بوده‌است. در این مناطق خانه‌هایی به صورت پلکانی ساخته شده که سطح دیوار آنها با اندودی از گل و مواد آهکی پوشیده می‌شده است. همچنین لوله‌های بزرگ سفالینی در این خانه‌ها برای آب‌رسانی ساخته شده‌است. کشف جمجمه‌ای در این منطقه دلالتی بر عمل جراحی نیز دارد.  همچنین همزمان در این ناحیه هزاران تکه سنگ لاجورد، فیروزه و مهره‌های تزئینی آماده کار یافت شده‌است که بیانگر میزان تولید این اشیاء در منطقه‌است.
مناطق ذکر شده، دشت لوت و شهر سوخته در اواخر هزاره سوم پیش از میلاد به عنوان پر رونق‌ترین تمدن‌های جنوب شرقی ایران شناخته شده‌اند که با سرزمین‌های ایلام و میان رودان ارتباط داشته‌اند. در بیابان دشت لوت، منطقه‌ای با نام شهداد وجود داشت. پرچم شهداد نیز در این منطقه کشف شده‌است.